# Yōichi Takabayashi
Yōichi Takabayashi (高林陽一, Takabayashi Yōichi), né le 29 avril 1931 et mort le 15 juillet 2012, est un réalisateur, scénariste, directeur de la photographie et monteur japonais.

## Biographie
Originaire de Kyoto, Yōichi Takabayashi est le fils d'un dessinateur de motifs pour kimonos. Après des études à l'université de Ritsumeikan, il commence sa carrière de réalisateur en tournant des courts-métrages en 8 mm et en 16 mm et devient un pionnier du film japonais expérimental et indépendant. Ses courts-métrages réalisés dans les années 1960, tel Ishikkoro, ont une grande influence sur les cinéastes d’avant-garde japonais et lui valent des prix à la Mostra Internazionale del Cortometraggio di Montecatini Terme (it), au Salerno Film Festival (en), et au Festival international du cinéma expérimental de Knokke-le-Zoute.
Yōichi Takabayashi réalise son premier long métrage de fiction en 1970. Au milieu des années 1970, trois de ses films sont produits par l'Art Theatre Guild dont Le Pavillon d'or en 1976, une adaptation du roman homonyme de Yukio Mishima. En 1982, son film La Femme tatouée, l'histoire d'une femme qui participe à un étrange rituel en acceptant de se faire tatouer le dos par amour, est présenté à la Quinzaine des réalisateurs à Cannes.
Yōichi Takabayashi meurt d'une pneumonie à l'âge de 81 ans le 15 juillet 2012 à Kyoto.

## Filmographie

### Comme réalisateur
- 1959 : Namu (南無?) (court-métrage)
- 1960 : Ishikkoro (石っころ?) (court-métrage)
- 1961 : Kyōto (京都?) (court-métrage)
- 1963 : Suna (砂?) (court-métrage)
- 1965 : Musashino (武蔵野市?)[8](court-métrage)
- 1970 : Subarashii jōki kikan-sha (すばらしい蒸気機関車?)
- 1973 : L'eau était si claire (餓鬼草紙, Gaki zōshi?)[9]
- 1975 : Saigo no jōki kikan-sha  (最後の蒸気機関車?)
- 1975 : Meurtre à huis clos (本陣殺人事件, Honjin satsujin jiken?)[10]
- 1976 : Le Pavillon d'or (金閣寺, Kinkaku-ji?)[11]
- 1977 : Nishijin shinjū (西陣心中?)
- 1978 : Ōjō anraku-koku (往生安楽国?)
- 1980 : Naomi (ナオミ?)
- 1980 : The Woman (ザ・ウーマン, Za. wuman?)
- 1981 : Kura no naka (蔵の中?)
- 1982 : La Femme tatouée (雪華葬刺し, Sekka tomurai zashi?)[12]
- 1982 : Akai sukyandaru jōji (赤いスキャンダル 情事?)
- 1988 : Tamashii asobi hōkō (魂遊び ほうこう?)
- 2003 : Ainakushite (愛なくして?)
- 2005 : Benchi no aru fūkei (ベンチのある風景?)
- 2007 : Hate e no tabi (涯てへの旅?)

### Comme acteur
- 1979 : La Dernière Aventure de Kosuke Kindaichi (金田一耕助の冒険, Kindaichi Kosuke no boken?) de Nobuhiko Ōbayashi : un pêcheur
- 1983 : Toki o kakeru shōjo (時をかける少女?) de Nobuhiko Ōbayashi : homme dans le magasin d'horloges
- 1983 : Nawa to chibusa (縄と乳房?) de Masaru Konuma : gentleman en kimono

## Distinctions

### Récompenses
- Années 1960 : Prix d'or à la Mostra Internazionale del Cortometraggio di Montecatini Terme (it) et prix d'argent au Salerno Film Festival (en) pour Ishikkoro[6]
- 1963 : Prix spécial du jury au Festival international du cinéma expérimental de Knokke-le-Zoute pour Suna (Sand)
- 1973 : Grand prix au festival international du film de Mannheim-Heidelberg pour L'eau était si claire

### Sélections
- 1976 : Meurtre à huis clos est présenté en compétition pour l'Ours d'or à la Berlinale
- 1982 : La Femme tatouée est présenté à la Quinzaine des réalisateurs à Cannes[5]